# تام رایلی (بازیگر)
تام رایلی هنرپیشه و تهیه‌کننده اهل انگلستان است

## زندگی‌نامه
تام رایلی در ۵ آوریل ۱۹۸۱ میدنستون، کنت، انگلستان به دنیا آمد و در مدرسهٔ همین شهر به تحصیل پرداخت. او تحصیلات تکمیلی خود را در زمینهٔ ادبیات انگلیسی در دانشگاه بیرمنگهام انجام داد. او از سن ۴ سالگی به نوشتن و طراحی نمایشنامه‌های درام پرداخت. او در سال ۲۰۰۲ از دانشگاه به عنوان شاگرد اول فارغ‌التحصیل شد. او برای خود یک کمپانی تهیه کرد و مشغول به کار شد قبل از این که تصمیم گرفت به مدرسهٔ بازیگری بروداو در عرض ۳ سال تحصیلات مربوط به بازیگری خود را در LAMDA در سال ۲۰۰۵ به پایان رساند و از سال ۲۰۰۶ مشغول به بازی در فیلم‌ها و سریال‌ها شد.
او در بیشتر کارهایش نقش مهمان را داشته و فقط در ۵ یا ۶ قسمت بوده ولی در سریال شیاطین داوینچی به عنوان «لئوناردو دا وینچی» نقش بسیار مهمی را بر عهده دارد. نقشی که بازیگران زیادی برای آن پیشنهاد شده بود ولی آخر این شانس به تام رسید و او هم به خوبی خود را ثابت کرد. تنها هدف تام در کار حرفه ایش خوب کار کردن و سریع نتیجه گرفتن بوده و به نظر می‌رسد که با این سریال اون به هدفش رسیده.

## فیلم‌شناسی

### فیلم
| سال  | عنوان                         | نقش            |
| ---- | ----------------------------- | -------------- |
| ۲۰۰۶ | چند روز در سپتامبر            | دیوید          |
| ۲۰۰۷ | بازگشت به خانه روی تپه جن زده | Paul           |
| ۲۰۰۷ | من کندی می‌خوام                | Joe            |
| ۲۰۰۹ | Happy Ever Afters             | Freddie Butler |
| ۲۰۰۹ | سنت ترینیان ۲                 | Romeo          |
| ۲۰۱۵ | دوستانت را بکش                | Parker-Hall    |
| ۲۰۲۳ | محاکمه نظامی شورش کین         |                |

### تلویزیون
| سال         | عنوان                    | نقش                   | توضیحات                                   |
| ----------- | ------------------------ | --------------------- | ----------------------------------------- |
| ۲۰۰۶        | Casualty 1906            | Dr. James Walton      | 1 episode                                 |
| ۲۰۰۷        | مارپل آگاتا کریستی       | Bobby Argyle          | Episode: "Ordeal by Innocence"            |
| ۲۰۰۷        | Freezing                 | Dave Beethoven        |                                           |
| ۲۰۰۸        | Casualty 1907            | Dr. James Walton      | 1 episode                                 |
| ۲۰۰۸        | Lewis                    | Philip Horton         | Episode: "And the Moonbeams Kiss the Sea" |
| ۲۰۰۸        | Freezing                 | Dave Beethoven        | 2 episodes                                |
| ۲۰۰۸        | پوآرو (مجموعهٔ تلویزیونی) | Raymond Boynton       | Episode: "ملاقات با مرگ"                  |
| ۲۰۰۸        | Lost in Austen           | George Wickham        |                                           |
| ۲۰۰۹        | No Heroics               | Nigel / Brainstorm    | Pilot                                     |
| ۲۰۱۰        | Bedlam                   | Rob                   |                                           |
| ۲۰۱۰        | Bouquet of Barbed Wire   | Gavin Sorensen        |                                           |
| ۲۰۱۱–۲۰۱۲   | Monroe                   | Dr. Laurence Shepherd | 12 episodes                               |
| ۲۰۱۳–تابحال | شیاطین داوینچی           | لئوناردو دا وینچی     |                                           |
| ۲۰۱۴        | دکتر هو                  | رابین هود             | Episode: "Robot of Sherwood"              |

### نمایش
| سال  | عنوان                    | نقش | توضیحات           |
| ---- | ------------------------ | --- | ----------------- |
| ۲۰۰۸ | The Vertical Hour        |     | تئاتر رویال کورت  |
| ۲۰۱۰ | Hurts Given and Received |     | Riverside Studios |
| ۲۰۱۱ | Arcadia                  |     | Ethel             |